# Phineas Miner
Phineas Miner (* 27. November 1777 in Winchester, Connecticut; † 15. September 1839 in Litchfield, Connecticut) war ein US-amerikanischer Politiker. Zwischen 1834 und 1835 vertrat er den Bundesstaat Connecticut im US-Repräsentantenhaus.

## Werdegang
Phineas Miner besuchte die Schulen seiner Heimat. Nach einem anschließenden Jurastudium und seiner im Jahr 1797 erfolgten Zulassung als Rechtsanwalt begann er in seinem Geburtsort Winchester in seinem neuen Beruf zu arbeiten. Dort wurde er im Jahr 1809 auch Friedensrichter. Zwischen 1809 und 1816 saß er mehrfach als Abgeordneter im Repräsentantenhaus von Connecticut. Im Jahr 1816 zog er nach Litchfield. In den Jahren 1823, 1827 und 1829 war er erneut Mitglied des Staatsparlaments; von 1830 bis 1831 gehörte er dem Senat von Connecticut an. Miner war ein Gegner von Andrew Jackson und dessen Demokratischer Partei. Daher schloss er sich der kurzlebigen National Republican Party an.
Nach dem Rücktritt des Kongressabgeordneten Jabez W. Huntington wurde Miner bei der notwendig gewordenen Nachwahl als dessen Nachfolger in das US-Repräsentantenhaus in Washington, D.C. gewählt. Dort beendete er zwischen dem 1. Dezember 1834 und dem 3. März 1835 die von seinem Vorgänger begonnene Legislaturperiode des Kongresses. Nach dem Ende seiner Zeit im US-Repräsentantenhaus arbeitete Phineas Miner wieder als Anwalt. Im Jahr 1835 wurde er noch einmal in das Repräsentantenhaus von Connecticut gewählt, 1838 wurde er Richter am Nachlassgericht in Litchfield. Er starb im September 1839 in dieser Stadt.